# Aleksandryt

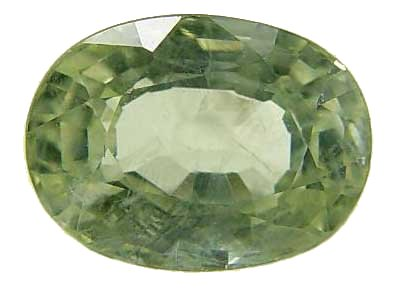

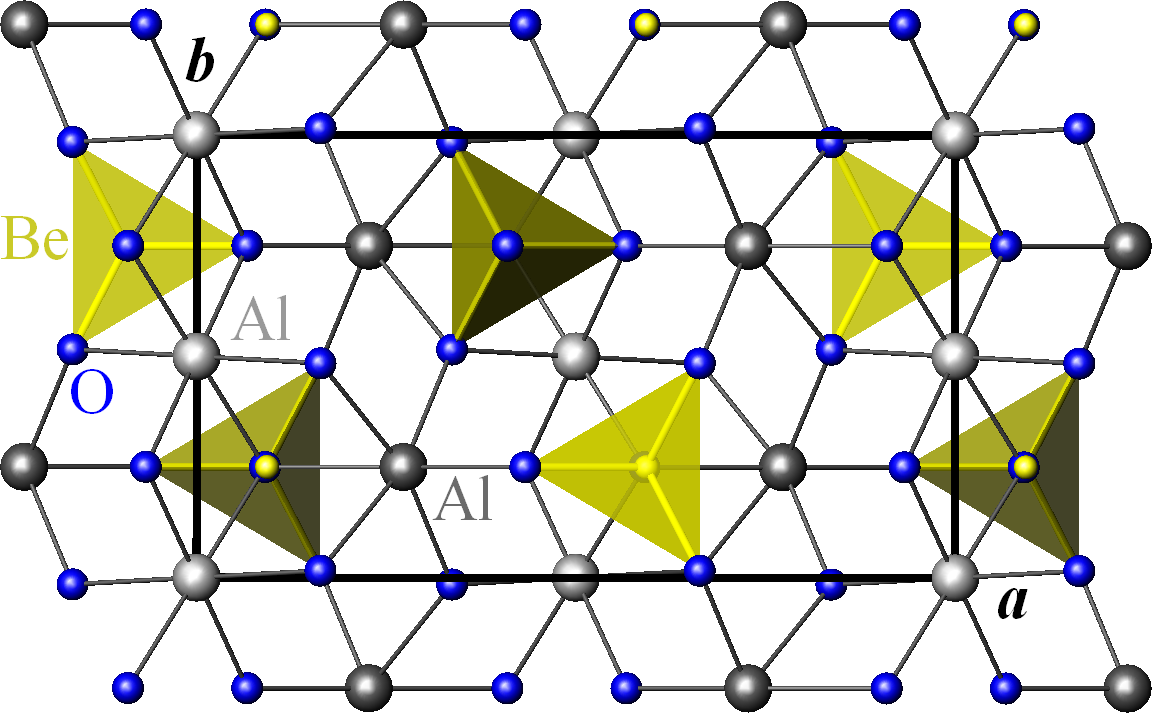
struktura aleksandrytu

Aleksandryt – minerał, kamień szlachetny, rzadka, przezroczysta odmiana chryzoberylu. W zależności od oświetlenia zmienia barwę: w świetle dziennym jest zielony, w sztucznym oświetleniu – czerwony (zjawisko fluorescencji spowodowane obecnością metali chromu i żelaza w kryształach aleksandrytu). Nazwany na cześć przyszłego cara Aleksandra II w 1842. Został odkryty przypadkowo, w dolinie rzeki Tokowaja, w pobliżu Jekaterynburga na Uralu, podczas poszukiwania szmaragdów. Wykazuje niską dyspersję wynoszącą 0,015. Wykazuje dwójłomność na poziomie 0.008 - 0.012. Przezroczysty do półprzezroczystego. Może być nieprzezroczysty i zawierać inkluzje (efekt kociego oka). Wykształca bliźniaki, szczególnie spłaszczone w kształcie serca.

## Występowanie
Występuje w skałach metamorficznych i pegmatytach. Może występować w złożach okruchowych. Najcenniejsze aleksandryty pochodzą ze złóż:
- Na Uralu (Rosja), gdzie odkryto je w latach trzydziestych XIX wieku (1834). Złoża na Uralu są obecnie prawie całkowicie wyeksploatowane. Tu znaleziono najpiękniejszą i największą grupę kryształów aleksandrytu – druzę składającą się z 22 kryształów o masie 5 kg.
- Na Sri Lance – Latpandura. Tu znaleziono największy, pojedynczy kryształ, po przecięciu i oszlifowaniu zachował masę 66 karatów, przechowywany jest w Smithsonian Institution w Waszyngtonie).
- W Brazylii – Minas Gerais, Bahia
- W Birmie – Mogok
- Na Madagaskarze – Tsarasatro, Ambatosoratra
- Na Tasmanii
- W USA
- W Zimbabwe[1]
- w Tanzanii[1]

## Zastosowanie
- kamień jubilerski (łatwo pęka podczas cięcia i polerowania)
- kamień kolekcjonerski

Dzięki zastosowaniu nowoczesnych technologii udało się wyprodukować syntetyczny aleksandryt, który jest wykorzystywany:
- w laserach
- do produkcji iluminatorów w statkach kosmicznych oraz sztucznych satelitach

W przestrzeni kosmicznej nie ma ochrony przed szkodliwym promieniowaniem ultrafioletowym i innymi promieniowaniami kosmicznymi. Aleksandryt ma zdolności do odfiltrowywania różnych części widma światła. To właśnie ta właściwość wywołuje zmiany jego barwy.